# Graeme Warrack
Graeme Matthew Warrack (Edinburgh, 27 juni 1913 – Humbie, 13 januari 1985) was een Britse militair in de Tweede Wereldoorlog.  Hij was plaatsvervangend divisiearts van de 1e Luchtlandingsdivisie en geniet vooral bekendheid vanwege de wapenstilstand die hij uitonderhandelde tijdens de Slag om Arnhem en zijn ontsnapping kort daarna uit krijgsgevangenschap.

## Levensloop

### Jonge jaren
Warrack was de zoon van een Schotse tandarts. Hij studeerde medicijnen en specialiseerde zich in kaakchirurgie. In 1936 studeerde hij af aan de Universiteit van Edinburgh. Hij werkte vervolgens mee in de familiepraktijk.
De Schotse arts had in 1933 dienst genomen in het Britse leger en was op het moment dat de Tweede Wereldoorlog uitbrak opgeklommen tot de rang van kapitein. Hij voegde zich in 1942 bij de nieuw gevormde luchtlandingstroepen. Zijn eerste gevechtsactie zag hij tijdens de landing op Sicilië in juni 1943. 

### Tweede Wereldoorlog

#### Slag om Arnhem
Als onderdeel van de 1e Luchtlandingsdivisie werd Warrack op 17 september 1944 gedropt ten westen van Arnhem. Hij had op dat moment de rang van kolonel en was plaatsvervangend bevelhebber van de medische dienst van de divisie. De Britten hadden de opdracht de Rijnbrug bij Arnhem te veroveren, waarna de geallieerden snel konden oprukken naar het hart van Duitsland. De tegenstand was echter veel groter dan verwacht en de snelheid waarmee de geallieerde grondtroepen oprukten verliep veel trager dan gepland. De slagkracht van de divisie slonk snel en door gebrek aan medische middelen konden de gewonden niet goed worden geholpen. Via de SS-arts Egon Skalka kwam Warrack in contact met de Duitse generaal Wilhelm Bittrich en maakte afspraken voor een twee uur durend staakt-het-vuren op 24 september, zodat de Duitsers tweeduizend gewonde Britten weg konden halen. Zij werden krijgsgevangenen, maar konden tevens rekenen op medische zorg die hun eigen divisie op dat moment niet meer kon bieden.

#### Gevangenschap en ontsnapping
Een dag later trokken de restanten van de 1e Luchtlandingsdivisie zich over de Rijn terug naar de eigen linies. Warrack bleef achter bij de Brits gewonden. Samen met ongeveer achttienhonderd gewonden en de rest van het medisch personeel werd hij overgebracht naar de Koning Willem III-kazerne in Apeldoorn waar een tijdelijk hospitaal werd ingericht. Het ziekenhuis mocht door de Britten zelf worden gerund als zij beloofden niet te ontsnappen. Kort voor 26 oktober kreeg Warrack te horen dat alle gewonden naar Duitsland zouden worden overgebracht. Daarop besloot hij zich te verstoppen in een kleine holle ruimte boven zijn kamer tussen twee muurkasten. Technisch gezien beschouwde Warrack dat niet als ontsnappen aangezien hij het ziekenhuis niet verliet. Hij brak zijn belofte aan de Duitsers dus niet. Twee weken later echter, op het moment dat de kazerne verlaten was, verliet hij Apeldoorn en trok naar het zuiden. 
Warrack klopte aan bij Huize Cuandair van de familie Kröner op de weg naar Hoenderloo. De familie ving hem op en bracht hem naar de boer Wolfswinkel in Lunteren waar meer achtergebleven geallieerde soldaten waren opgevangen.
Tijdens de nacht van 19 op 20 oktober 1944 vond Operatie Pegasus I plaats. Een groep van ongeveer honderdveertig man, merendeels achtergebleven Britse troepen, trok dwars door de Duitse linies heen, stak de Rijn over en keerde terug in bevrijd gebied. Overmoedig geworden door dit succes organiseerde het Edese verzet een maand later een tweede ontsnappingspoging, operatie Pegasus II. Warrack nam hier aan deel. De actie liep echter uit op een fiasco. De groep viel uit elkaar en werd ontdekt. Slechts een handjevol bereikte de overkant van de Rijn, de meeste deelnemers werden gevangen gemaakt. Sommigen moesten hun betrokkenheid met de dood bekopen. Warrack slaagde erin zijn weg terug te vinden naar de familie Kröner, dit keer in het gezelschap van de Amerikaanse vlieger John Low.
Bij de familie Kröner werden kort daarna Duitse soldaten ingekwartierd waardoor Warrack en Low werden overgebracht naar de familie Van den Top aan de Dijkerweg 22 in Kootwijkerbroek. Via Barneveld vond hij eind januari onderdak in Huis te Maarn bij Doorn, waar hij met drie collega-chirurgen, onder wie Alexander Lipmann Kessel, bij de familie Idenburg verbleef. Een paar dagen voegde de gewonde brigadegeneraal John Hackett zich bij hen. Op 2 februari werd de groep door Loek Caspers en Johan Snoek ondergebracht in Groot-Ammers, waar de koster Gerrit Hakkesteeg hen verborg in de plaatselijke Nederlandse Hervormde Kerk. Daarna werd koers gezet richting Sliedrecht, waar hij samen met de andere artsen en Hackett per kano via de Biesbosch naar Lage Zwaluwe in bevrijd gebied zou worden overgezet.  

### Naoorlogse jaren
Warrack verliet de actieve militaire dienst in juni 1946. In 1963 publiceerde hij een boek over zijn oorlogservaringen: Travel by Dark. After Arnhem, in het Nederlands verschenen als Tocht door het duister. Dit boek diende als basis voor de film  Arnhem: het verhaal van een ontsnapping (1976), een productie van de  NOS en de  British Broadcasting Company. In de film Een brug te ver (1974) was het personage van kolonel Weaver gebaseerd op Warrack.

## Eerbetoon
Na de oorlog werd Warrack benoemd tot de Orde van het Britse Rijk.
Op 21 september 1984 onthulde Graeme Warrack zelf in de Koning Willem III-kazerne de Airborne-plaquette aan de buitenmuur van gebouw 24, dat ook naar hem vernoemd is. In de kazerne is Warracks kamer (kamer 8) ingericht als traditiekamer. De Koninklijke Marechaussee eert Warrack jaarlijks met het Graeme Warrack Memorial Event. Dit is een tweedaagse mars van 97 kilometer waaraan alle marechaussees deelnemen die hun initiële opleiding volgen in de voormelde kazerne.

## Persoonlijk
Warrack was getrouwd met Jean Buchanan (1913-1976). Samen kregen zij drie kinderen.